# Mercedes-Benz Vaneo
De Mercedes-Benz Vaneo (W414) is een hatchback en eerder MPV uit het C-segment geproduceerd door de Duitse autofabrikant Mercedes-Benz. De auto werd in 2001 geïntroduceerd en is tot februari 2005 geproduceerd.
De Vaneo is gebaseerd op de eerste generatie A-klasse (W168) en werd gebouwd in de autofabriek Ludwigsfelde nabij Berlin. Opvolger is de Mercedes-Benz Citan.